# Calura
Calura è il sesto album discografico del gruppo musicale Agricantus.

## Il disco
Il disco comprende brani inediti e altri che sono la versione remixata da Keir & Matthew e da Dj Rocca di brani precedenti.

## Tracce
Testi e musiche sono degli Agricantus.
1. Jamila (feat. Francesco Bruno) (Rosie Wiederkehr - Tonj Acquaviva - Francesco Bruno)
2. Jusu e susu (chill-out remix by Mario Rivera) (Tonj Acquaviva - Rosie Wiederkehr)
3. Pinseri (remix by Keir and Mathew) (Tonj Acquaviva - Rosie Wiederkehr) come Welt Labyrinth
4. Amatevi (ost. I giardini dell'Eden - from Buddha Bar vol. IV) (Pivio - Aldo De Scalzi - Tonj Acquaviva - Mario Crispi - Rosie Wiederkehr)
5. Présence (from Ethnosphere) (Mario Crispi - Mario Rivera - Rosie Wiederkehr)
6. Orbi terrarum (Dj Rocca deepmix) (Tonj Acquaviva - Mario Crispi - Rosie Wiederkehr)
7. Ciavula (short version) (Mario Crispi - Tonj Acquaviva)
8. Viaggi (Tonj version) (Tonj Acquaviva - Mario Crispi - Rosie Wiederkehr)
9. Spiranza (ost. Placido Rizzotto) (Tonj Acquaviva - Rosie Wiederkehr)